# Кошарка на Медитеранским играма 2013.
Кошаркашки турнир  на Медитеранским играма 2013. у Мерсину је био 17. по реду турнир у овом спорту. Такмичење се одржало у периоду између 18. до 25. јуна, а утакмице групне фазе су игране у Сервет Тазегул арени. 
На турниру су учествовале 7 репрезентације у мушкој конкуренцији које су биле подељена у две групе са по 4 и 3 тима. По две најбоље су се пласирале у полуфинале. Планирано је било да се орагнизује и женски турнир, али због малог броја пријављених је отказан.

## Освајачи медаља
| Дисциплине | Злато  | Сребро | Бронза |  |  |  |
|            |        |        |        |  |  |  |
| Мушкарци   | Турска | Србија | Тунис  |  |  |  |

## Учесници
Албанија и Грчка објавили су повлачење својих тимова из такмичења 10. маја 2013. Алжир је убачен на место Албаније. Ниједан тим из Азије није се пријавио за такмичење.
| Federation  | Nation                                         |
| ----------- | ---------------------------------------------- |
| ФИБА Африка | Алжир · Египат · Тунис                         |
| ФИБА Европа | Италија · Северна Македонија · Србија · Турска |